# Milan Petržela
Milan Petržela, född 19 juni 1983, är en tjeckisk fotbollsspelare som spelar för FC Viktoria Plzeň.
Han var uttagen i Tjeckiens trupp vid fotbolls-EM 2012.